# 1167 (szám)
Az 1167 (római számmal: MCLXVII) az 1166 és 1168 között található természetes szám.

## A szám a matematikában
A tízes számrendszerbeli 1167-es a kettes számrendszerben 10010001111, a nyolcas számrendszerben 2217, a tizenhatos számrendszerben 48F alakban írható fel.
Az 1167 páratlan szám, összetett szám, félprím. Kanonikus alakja 31 · 3891, normálalakban az 1,167 · 103 szorzattal írható fel. Négy osztója van a természetes számok halmazán, ezek növekvő sorrendben: 1, 3, 389 és 1167.
Az 1167 huszonhat szám valódiosztó-összegeként áll elő, ezek közül legkisebb a 648.

## Csillagászat
- 1167 Dubiago kisbolygó